# Шлюп (парусный боевой корабль)

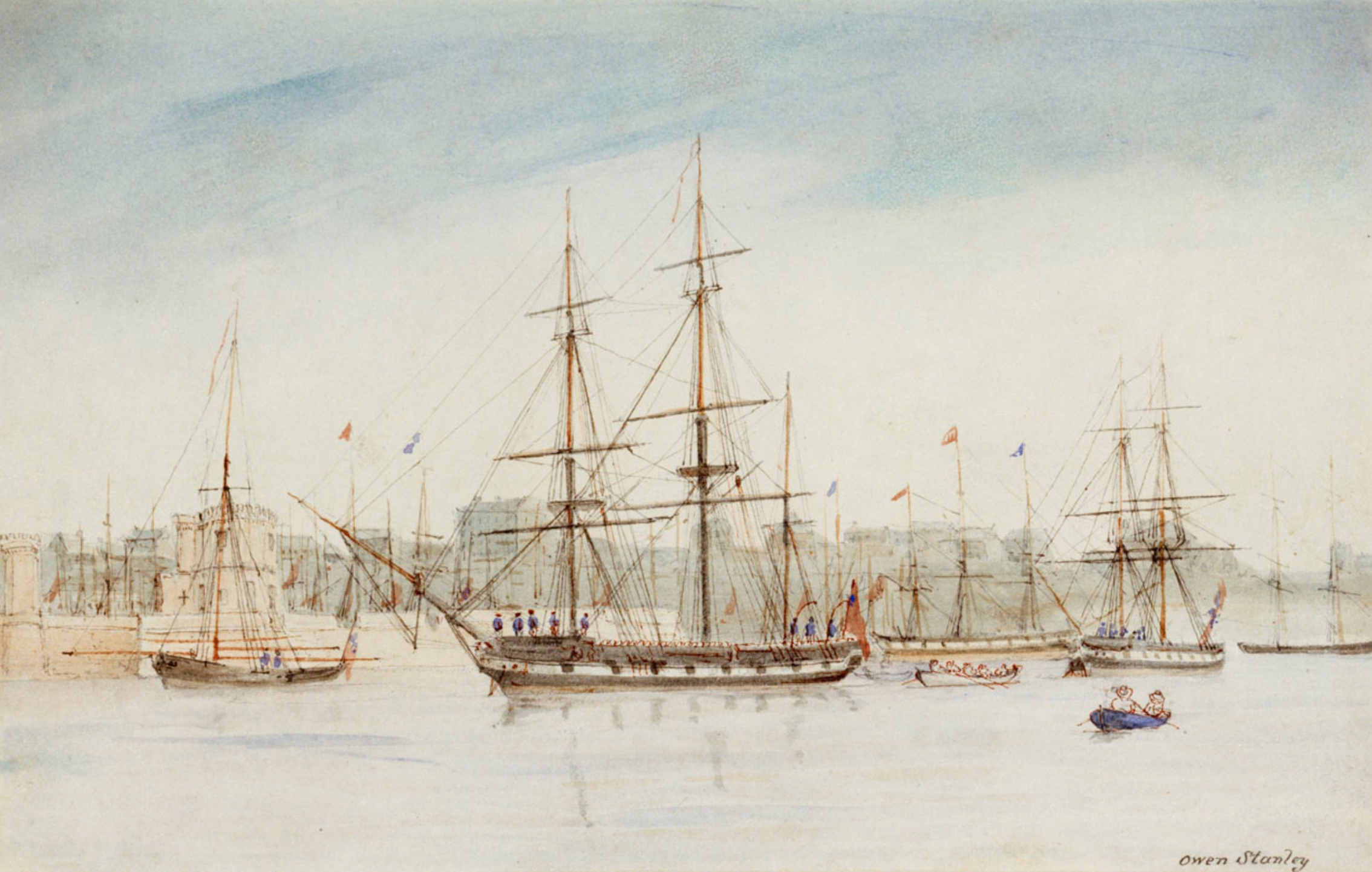
Шлюп «Бигль» (в центре) во время своего третьего путешествия близ берегов Австралии; акварель Оуэна Стенли (1841 год).

Шлюп (англ. sloop) — класс парусного корабля в Королевском военно-морском флоте Великобритании XVIII — середины XIX веков, не имеющий ранга, с рейтингом «24-пушечный» или ниже, и потому не требующий командира в корабельном чине «капитан» (англ. Captain; традиционно в британском королевском флоте воинское звание старшего офицерского состава). Определение не было универсально. По традиции в него не включали устоявшиеся типы малых кораблей, например тендер (англ. tender) или шхуна (англ. schooner).

## Происхождение
Отсутствие ранга у шлюпов объясняют тем, что основой силой флота считали линейные корабли при вспомогательной роли фрегатов. Все остальные силы рассматривали лишь как второстепенные, и внимания их развитию уделяли мало. Часто (но не всегда) их обозначали общим термином «военный шлюп» (англ. sloop-of-war).
Такая классификация была очень расплывчата, что и отразилось на практике. К шлюпам временами относили как специально построенные корабли, так и мобилизованные суда, захваченные призы и прочие, подходившие под определение. Соответственно, в ходу был ряд уточняющих терминов, из которых ни один не был вполне строгим: корабль-шлюп (англ. ship sloop), бриг-шлюп (англ. brig sloop, brig-of-war), вооружённый бриг (англ. gun-brig), бомбардирский корабль (англ. bomb ship).
Британские шлюпы эпохи паруса отличались друг от друга размерами, числом мачт, парусным вооружением, артиллерией и численностью команд. Самые большие представляли собой миниатюрные 20—24-пушечные фрегаты с трёхмачтовым прямым парусным вооружением, имели батарейную палубу, полубак и шканцы. Самые малые были просто вооружёнными ботами с одной мачтой, 1—4 пушками или фальконетами. В отличие от более крупных кораблей, шлюпы могли иметь и вёсла.
Среди шлюпов на британской службе попадались шнявы (англ. snow), бретонские люггеры (англ. lugger), средиземноморские шебеки (англ. xebec) и даже арабские доу (англ. dhow). Случались даже береговые сооружения, внесённые в списки флота как шлюпы. Большинство же составляли гладкопалубные шлюпы с артиллерией на верхней палубе, схожие с легковооружёнными трёхмачтовыми кораблями (во французском флоте их аналогом были корветы) или бригами.
В составе Российского императорского флота шлюпы строили с середины XVIII до XIX века и использовали в качестве разведывательных, посыльных и дозорных судов, для выполнения исследовательских и гидрографических работ, а также в качестве транспортов. В первой четверти XIX века на русском флоте шлюпы были наиболее часто используемым классом судов, принимавших участие в дальних и кругосветных экспедициях.

## Французские революционные и Наполеоновские войны
|      | Гладкопалубные | Гладкопалубные          | Полубачные | Полубачные              |
| Год  | В строю        | В ремонте или в резерве | В строю    | В ремонте или в резерве |
| ---- | -------------- | ----------------------- | ---------- | ----------------------- |
| 1794 | 0              | 0                       | 32         | 1                       |
| 1797 | 10             | 0                       | 43         | 2                       |
| 1799 | 23             | 0                       | 38         | 0                       |
| 1801 | 22             | 3                       | 34         | 0                       |
| 1804 | 37             | 0                       | 19         | 2                       |
| 1808 | 27             | 7                       | 49         | 3                       |
| 1810 | 19             | 2                       | 54         | 2                       |
| 1812 | 12             | 1                       | 50         | 1                       |
| 1814 | 9              | 1                       | 43         | 1                       |

Приведённая динамика численности соответствует изменениям в приоритетах британского Адмиралтейства. До 1805 года основными задачами были генеральное сражение линейных кораблей (для которых шлюпы, из-за хронической нехватки фрегатов, часто вели разведку) и защита от вторжения через Английский канал (уничтожение десантных средств и их прикрытия). Эти наступательные задачи требовали быстроходных и манёвренных кораблей. Соответственно, число быстрых, способных на острые курсы гладкопалубных шлюпов стало расти.
К концу 1805 года линейные флота противников Британии были вытеснены с морей или уничтожены. На первый план всё больше выступают «второстепенные» задачи флота: блокада, защита торговли, защита своего побережья, конвои, патрульная и посыльная службы. Для этого лучше подходили сильнее вооружённые, более мореходные, хотя и более медленные, тяжёлые и увалистые трёхмачтовые шлюпы полубачного типа. Снижение их численности в 1801—1804 годах объясняют приоритетом гладкопалубного типа, а также общим сокращением флота в результате Амьенского мира 1802 года.
По мере роста Британской империи к этим задачам прибавляли исследования, гидрографическую службу, поддержание отдалённых баз. Значение лёгких сил, особенно шлюпов, ещё возрастало. Потребность в них превышала возможности кораблестроения и людские ресурсы. Именно развитием шлюпов вызвано введение в британском флоте корабельного чина «коммандер» (Commander, полное устар. «Master and Commander», дословно c англ. — «главный и командующий»), промежуточного между капитаном и лейтенантом. Англо-американская война 1812—1815 годов ещё более ускорила эту тенденцию.

## Переходный период
В 1817 году была пересмотрена британская система рейтингов по числу пушек. Определение шлюпа, следовательно, всё более размывалось.
С конца Наполеоновских войн шлюпы начали проникать во флота других стран. Одновременно Британия начала для тех же целей строить и другие классы, например такой типично французский, как корвет.
За пределами Англии, типичный шлюп — это трёхмачтовый корабль второй половины XVIII — начала XIX веков с прямым парусным вооружением. Водоизмещение до 900 тонн, вооружение 10—28 пушек. В русском флоте такие корабли использовались для дозорной и посыльной служб, а также как транспортные и экспедиционные суда.

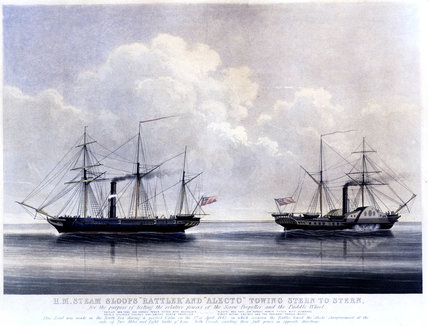
Состязание в эффективности движителей парусно-паровых шлюпов, организованное британским Адмиралтейством в 1840-х годах: винтовой HMS Rattler (слева) и колёсный HMS Alecto (справа), скреплённые буксирным канатом, перетягивают друг друга.

Начиная с 1820-х годов появились парусно-паровые шлюпы (англ. steam sloop), первоначально колёсные (англ. paddle sloop), а впоследствии и винтовые (англ. screw sloop). Вооружение их отошло от стандартного для века паруса. Встречались варианты с пушками старого образца числом 30 и более, или с малым числом нарезных орудий большого калибра.
С переходом на полностью паровой флот класс шлюпов отмер к началу Первой мировой войны.

## Наиболее известные шлюпы

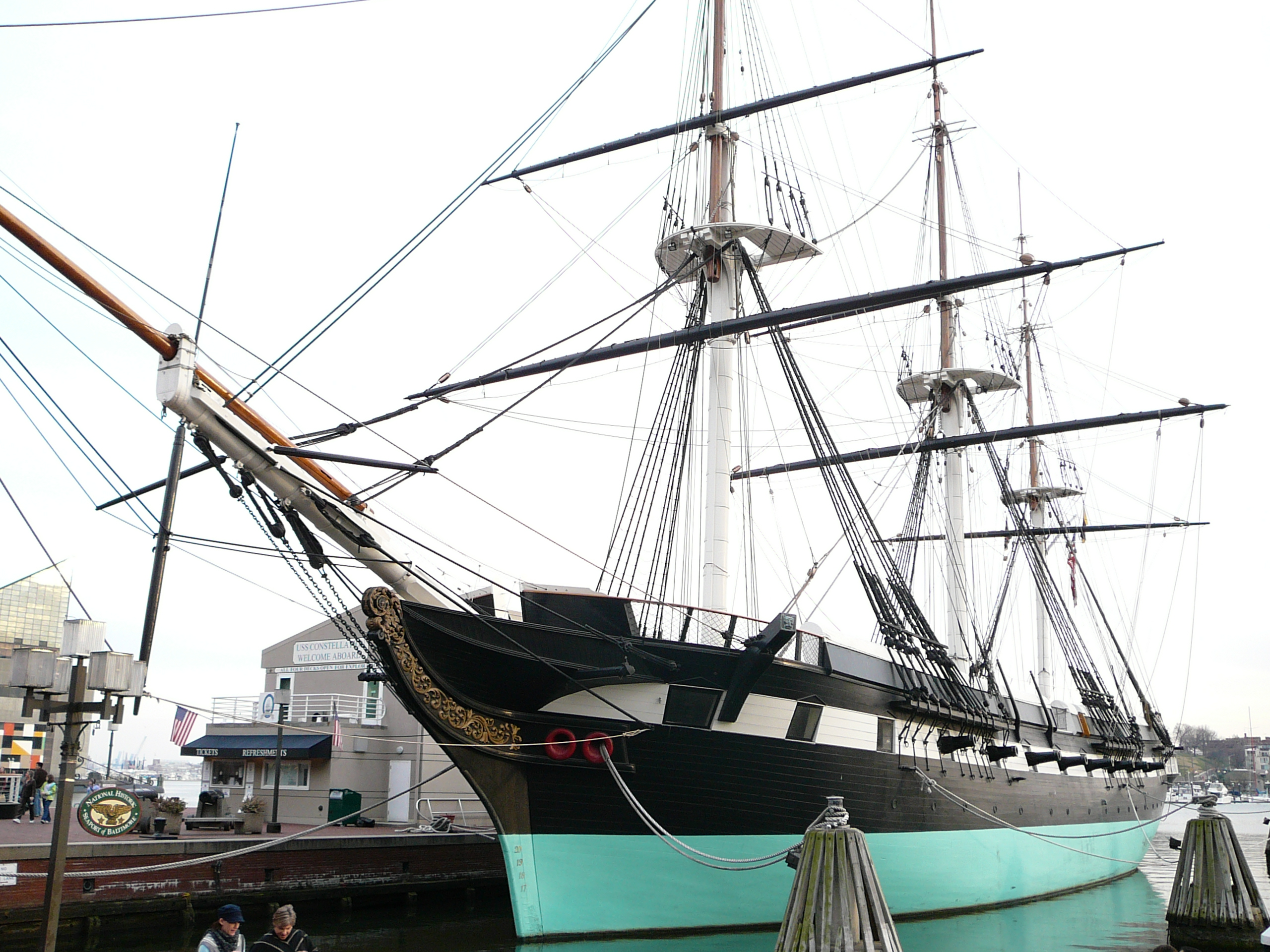
USS Constellation.

- Англия — «Резолюшн» (HMS Resolution) второй экспедиции Дж. Кука (1772—1775), «Бигль» (HMS Beagle) кругосветного путешествия Ч. Дарвина.

- США — «Констеллейшн»[англ.] (USS Constellation). Один из долгожителей эпохи паруса. Перестроен в шлюп в 1854 году из фрегата 1797 года постройки. По другим данным, заложен в 1853 году, назван в честь фрегата 1797 года постройки[11]. Выполнял дипломатические миссии (1854—1858), пресечение работорговли (1859—1861), морскую блокаду южных штатов во время американской гражданской войны, другие задачи. С 1894 года — учебный корабль. Состоял в списках флота до 1955 года. Сохранился до настоящего времени.

- Россия — «Надежда» и «Нева» первой русской кругосветной экспедиции И. Ф. Крузенштерна и Ю. Ф. Лисянского (1803—1806), «Восток» и «Мирный» антарктической экспедиции Ф. Ф. Беллинсгаузена и М. П. Лазарева (1819—1821), «Диана» второй русской кругосветной экспедиции В. М. Головнина (1807—1811), «Предприятие» третьей кругосветной экспедиции О. Е. Коцебу (1823—1826).